# 满城中学
满城中学是河北省保定市满城区的一所公立完全中学，是河北省示范性普通高级中学之一。
满城中学是满城县的第一所初级中学。满城中学筹建于1951年，1952年正式成立，首批招收两个初中班共100名学生，另开设了短期师范班，校址位于满城县北关的一所四合院中（后来满城县建筑公司所在地）。1954年，满城县决定将满城中学和满城县师范合并，合并后仍名为满城中学，校址改在满城县师范原址（后来此地为中共满城县委所用）。1958年，满城中学开办高中，成为完全中学。1959年，满城中学在城南村兴建新校区，1960年秋季迁入。1966年至1969年，因为文化大革命，满城中学停课。1969年“复课闹革命”后，满城中学恢复教学工作，改为高级中学。1980年，河北省教育厅将满城中学确定为河北省重点中学。1981年，满城中学恢复招生初中班，再次成为完全中学。
2015年河北高考理科裸分状元就读于满城中学。